# Jan Michna
Jan Michna (2. ledna 1876 Frenštát pod Radhoštěm – 1. ledna 1953 Telč), byl český akademický malíř, pedagog a textilní výtvarník.

## Život
Narodil se ve Frenštátě v rodině tkalce Jana Michny. V početné rodině čítající 13 dětí se dospělosti dožilo jen pět. Jan a jeho mladší bratr Cyril projevovali kreslířské nadání a oběma se zásluhou továrníka Křenka dostalo uměleckého vzdělání. Jan studoval v Praze na uměleckoprůmyslové škole u prof. E. K. Lišky a u specialisty pro textilní umění prof. Julia Ambruse. Následně odjel na jeden rok do Paříže, kde se školil na Colarossiho akademii a pak cestoval po Německu a Francii. Po návratu z cest absolvoval ještě Akademii výtvarných umění v Praze u prof. Schweigera. Zemřel v Telči roku 1953 a pohřben byl na místním hřbitově u sv. Anny.
Jan Michna vystavoval převážně v různých moravských městech, zejména na Valašsku a jihovýchodní Moravě.